# Heteromyza commixta
Heteromyza commixta är en tvåvingeart som beskrevs av Collin 1901. Heteromyza commixta ingår i släktet Heteromyza och familjen Heteromyzidae. Inga underarter finns listade i Catalogue of Life.